# Adrian Zaremba
Adrian Zaremba est un acteur polonais né le 20 janvier 1992 à Gdynia.

## Filmographie sélective

### Cinéma
- 2014 : Jack Strong : Conduteur d'une Jeep
- 2016 : Wołyń  : Antek Wilk
- 2016 : Les Fleurs bleues : Wojtek
- 2018 : Kler  : Vicaire Jan
- 2018 : Hurricane  : Gabriel Horodyszcz
- 2021 : Wesele  : Claviériste
- 2021 : Lokatorka : Piontek
- 2023 : Konopacka. Walka o zloto : 2nd Lieutenant Zbigniew Izewski
- 2024 : Niepewnosc : Michal Wereszczaka

### Télévision
- 2016 : Bodo
- 2014 : Ojciec Mateusz